# 군산 내항 뜬다리 부두 (부잔교)
군산 내항 뜬다리 부두(부잔교)는 대한민국 전북특별자치도 군산시 장미동에 있는 일제강점기에 만들어진 간조와 만조의 수위 변화와 무관하게 대형선박을 접안시키기 위해 조성한 시설이다. 2018년 8월 6일 대한민국의 국가등록문화재 제719-1호로 지정되었다.

## 개요
군산 내항의 뜬다리부두는 간조와 만조의 수위 변화와 무관하게 대형선박을 접안시키기 위해 조성한 시설로서 군산항의 제3차(1926년∼1932년)와 제4차 축항공사(1936년∼1938년)를 통해 건설된 뜬다리와 부유식 함체로 구성된 구조물이다. 일제강점기 쌀수탈항으로서 군산항의 성격과 기능을 보여주는 상징적인 시설물로서 보존상태가 양호하고 역사적 가치가 우수하다.
현재는 1930년대 초반에 설치된 3기의 뜬다리 각각에서 다리 형태의 구조물 1개씩이 멸실되어 현재는 각 뜬다리의 일부인 총 3개의 다리 형태 구조물이 현존하고 있다.

## 같이 보기
- 군산 내항 역사문화공간

## 참고 자료
- 군산 내항 뜬다리 부두 - 국가유산청 국가유산포털
- 군산 내항 뜬다리 부두 - 향토문화전자대전